# 馬車道駅
馬車道駅（ばしゃみちえき）は、神奈川県横浜市中区本町五丁目にある、横浜高速鉄道みなとみらい線の駅である。駅番号はMM04。副名称は「横浜市役所（よこはましやくしょ）」。
当駅周辺地区（関内地区）は、横浜市における都心（ツインコア）の一つである「横浜都心」に指定されている。

## 歴史
- 2004年（平成16年）2月1日：みなとみらい線の開通と同時に開業[1]。
- 2019年（令和元年）9月14日：可動式ホーム柵の使用を開始[4]。
- 2020年（令和2年）6月6日：副名称「横浜市役所」を追加[2]。

### 駅名称について
計画段階での仮称は「北仲」であった。一方、地元からは早い時期より「馬車道駅」とするよう要望され、1991年に最初の正式な要望がなされた。野毛地区住民からは旧東横線桜木町駅廃止に伴う代替として、みなとみらい線で桜木町に最も近い当駅の名を「新桜木町」とするよう要望もあったが、大岡川を挟み、当駅設置場所の町名も本町となるため混乱を招くとして、却下された。
2020年6月以降は後述する横浜市役所移転に伴い供用開始となったさくらみらい橋とJR根岸線桜木町駅新南口、および市役所を介して桜木町駅へ直接連絡可能となっている。
2020年6月1日に横浜市役所が当駅最寄りの北仲通南地区に移転し当駅から新市庁舎へ1c出口で接続したことから、当駅の副名称として『横浜市役所』が同月6日より付与された。

## 駅構造
島式ホーム1面2線を有する地下駅である。改札階は地下2階、ホーム階は地下3階で、エレベーターとエスカレーターが設置されている。
当駅は、みなとみらい地区と歴史的建造物が多く残る（残っていた）地区の間に建設されたことから、「過去と未来の対比と融合」をコンセプトにデザインされている。このコンセプトから、ホームから出入口までを含めた駅の壁全体には本物のレンガを使用、特に改札内のレンガは大正以前の古レンガを使用している。吹き抜けには、横浜銀行旧本店で使用されていた金庫扉や壁画を譲り受けた上で埋め込んでいる。2019年に設置されたホームドアもレンガに合わせた配色とする事で、コンセプトを崩さないよう配慮がなされている。
線内の他駅の駅名標はゴシック体であるのに対し、当駅では明朝体が使用されている。
駅の位置はかつて横浜銀行旧本店があった場所の真下にあたる。本店のみなとみらい地区への移転後、4番出入口の上にあった旧本店の玄関部分はアイランドタワーの一部として横浜市認定歴史的建造物として残されており、テレビドラマなどのロケーション撮影にも使われている。ホームには透明なベンチを使用する他、天井も新しく設計された物を使用するなどしている。改札口部分の巨大なドーム空間は、地下とは思えない空間を演出している。
出入り口
1. 野毛・桜木町口（b: アイランドタワー連絡口、c: 横浜市役所連絡口[2]）
2. 汽車道口（a: 横浜北仲ノット連絡口）
3. 博物館口
4. 横浜ハンマーヘッド・万国橋口
5. 馬車道口
6. 赤レンガ倉庫口
7. 本町通り口

### のりば
| 番線 | 路線           | 方向 | 行先                 |
| ---- | -------------- | ---- | -------------------- |
| 1    | みなとみらい線 | 下り | 元町・中華街方面     |
| 2    | みなとみらい線 | 上り | 横浜・渋谷・池袋方面 |

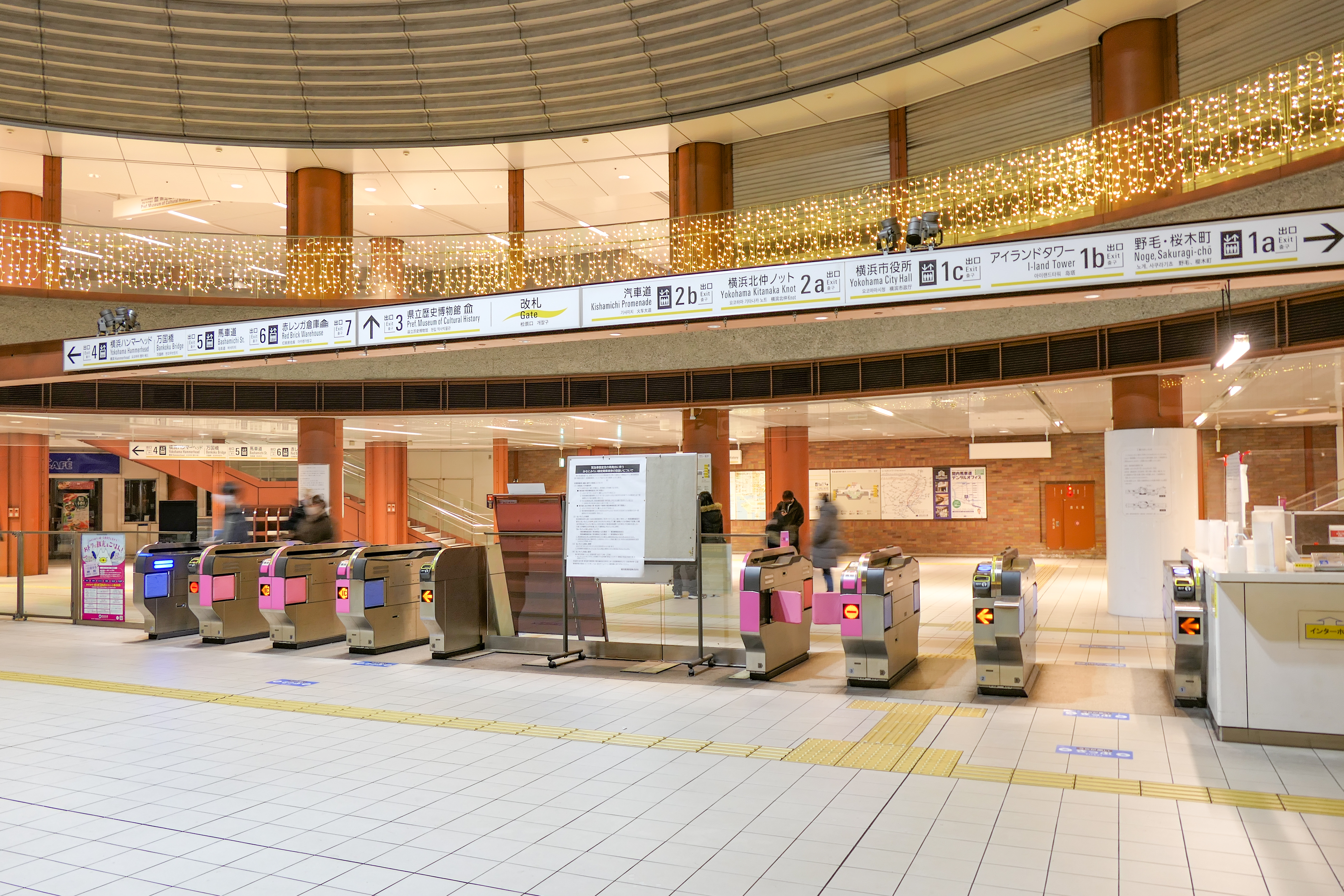
改札口（2021年12月）
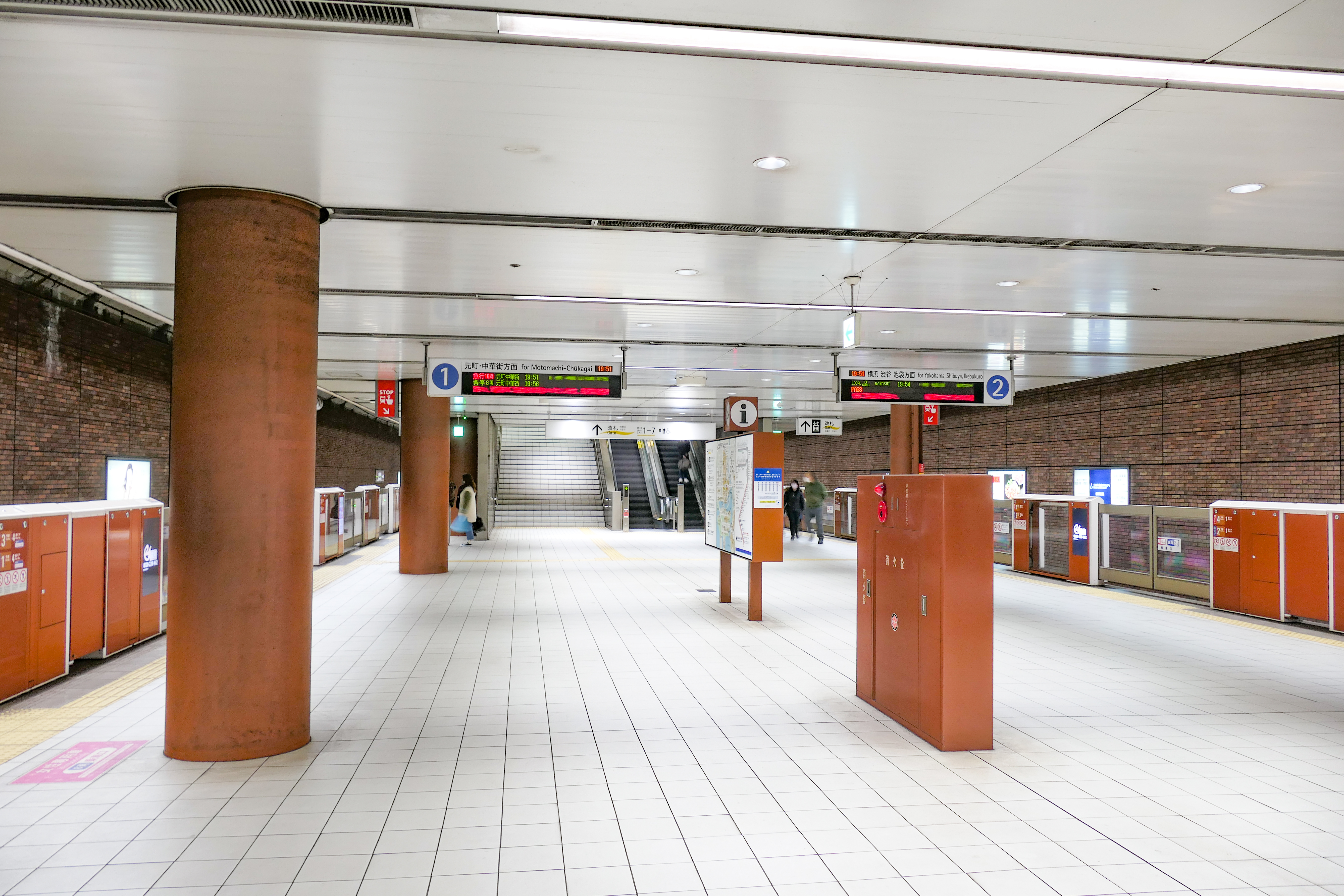
ホーム（2021年12月）
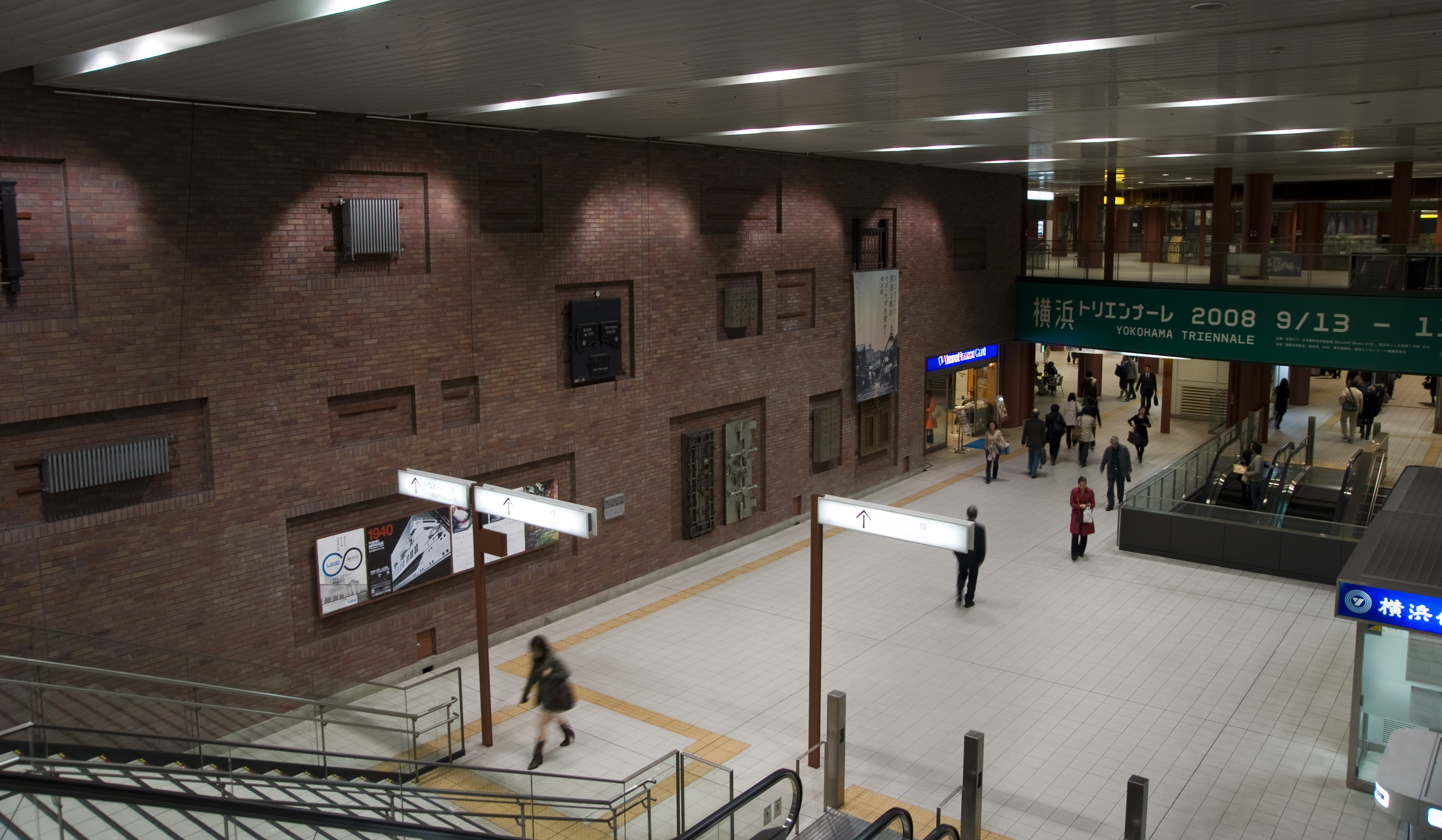
コンコース（2008年11月）

## 利用状況
2024年度の1日平均乗降人員は43,530人である。みなとみらい線の駅では横浜駅、みなとみらい駅、元町・中華街駅に次ぐ第4位である。
開業以来の1日平均乗降・乗車人員推移は下表の通りである。
| 年度               | 1日平均 乗降人員 | 1日平均 乗車人員 | 出典                |
| ------------------ | ---------------- | ---------------- | ------------------- |
| 2003年（平成15年） |                  |                  |                     |
| 2004年（平成16年） | 25,471           | 12,629           | [ 神奈川県統計 1 ]  |
| 2005年（平成17年） | 27,537           | 13,648           | [ 神奈川県統計 2 ]  |
| 2006年（平成18年） | 28,666           | 14,193           | [ 神奈川県統計 3 ]  |
| 2007年（平成19年） | 30,565           | 15,240           | [ 神奈川県統計 4 ]  |
| 2008年（平成20年） | 31,864           | 15,794           | [ 神奈川県統計 5 ]  |
| 2009年（平成21年） | 33,471           | 16,447           | [ 神奈川県統計 6 ]  |
| 2010年（平成22年） | 32,011           | 15,860           | [ 神奈川県統計 7 ]  |
| 2011年（平成23年） | 32,446           | 16,108           | [ 神奈川県統計 8 ]  |
| 2012年（平成24年） | 33,304           | 16,507           | [ 神奈川県統計 9 ]  |
| 2013年（平成25年） | 34,388           | 17,091           | [ 神奈川県統計 10 ] |
| 2014年（平成26年） | 35,231           | 17,503           | [ 神奈川県統計 11 ] |
| 2015年（平成27年） | 36,421           | 18,080           | [ 神奈川県統計 12 ] |
| 2016年（平成28年） | 37,434           | 18,511           | [ 神奈川県統計 13 ] |
| 2017年（平成29年） | 39,015           | 19,365           | [ 神奈川県統計 14 ] |
| 2018年（平成30年） | 40,037           | 19,881           | [ 神奈川県統計 15 ] |
| 2019年（令和元年） | 41,627           | 20,649           |                     |
| 2020年（令和02年） | 31,801           |                  |                     |
| 2021年（令和03年） | 31,131           |                  |                     |
| 2022年（令和04年） | 35,619           |                  |                     |
| 2023年（令和05年） | 41,286           |                  |                     |
| 2024年（令和06年） | 43,530           |                  |                     |

備考
1. ↑  2004年2月1日開業。

## 駅周辺
- 馬車道
- 桜木町
- 関内
- 伊勢佐木町
- 横浜市役所
- 国道133号（本町通り）
- 神奈川県立歴史博物館
- 日本郵船 横浜支店
  - 日本郵船歴史博物館

- 横浜本町郵便局
- 第四北越銀行 横浜支店
- 大光銀行 横浜支店
- きらぼし銀行 横浜支店
- 北仲通地区
  - 横浜アイランドタワー
  - 横浜第二合同庁舎
    - 横浜第2合同庁舎内郵便局

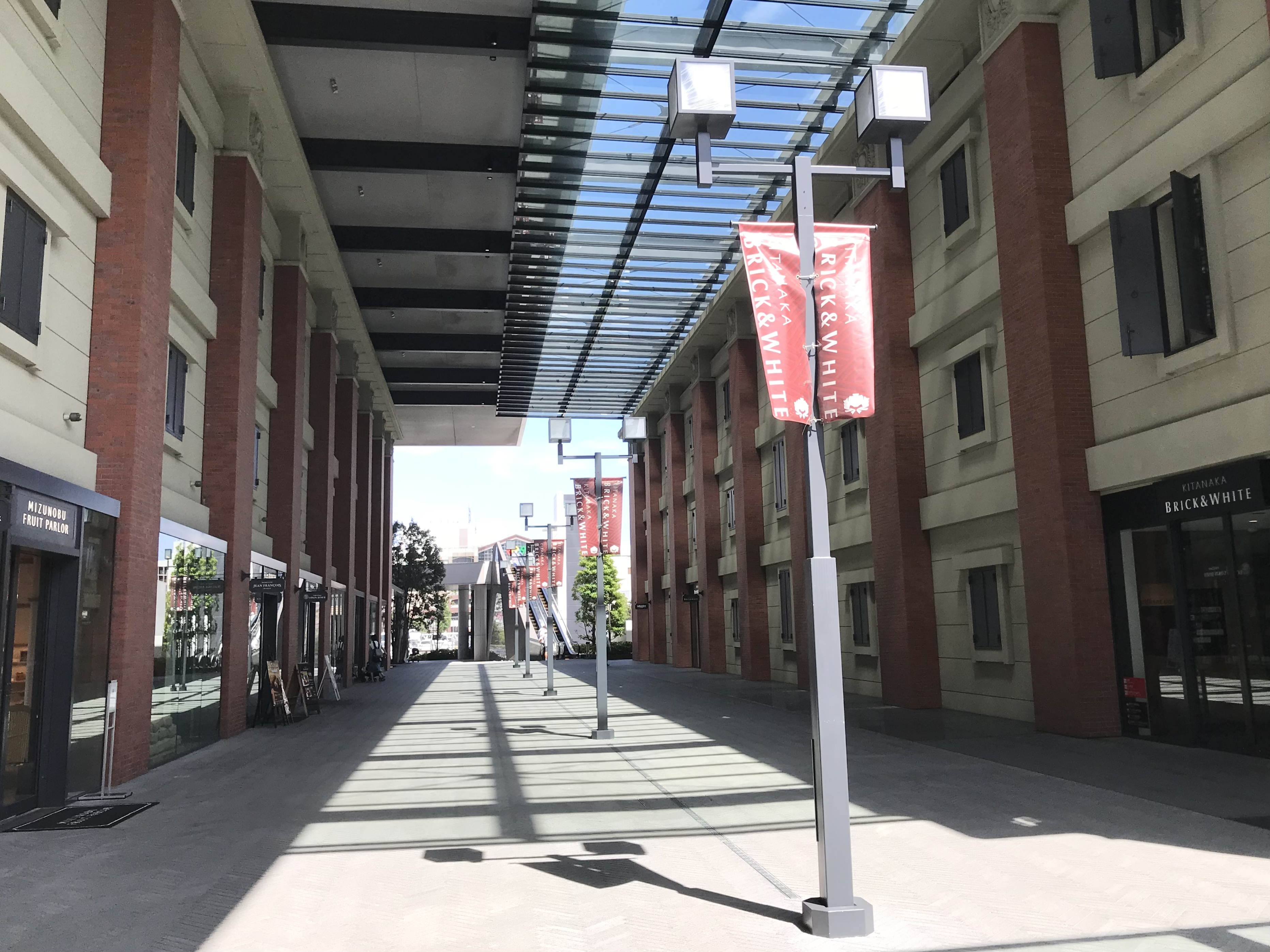
KITANAKA BRICK&WHITE
（2022年9月）

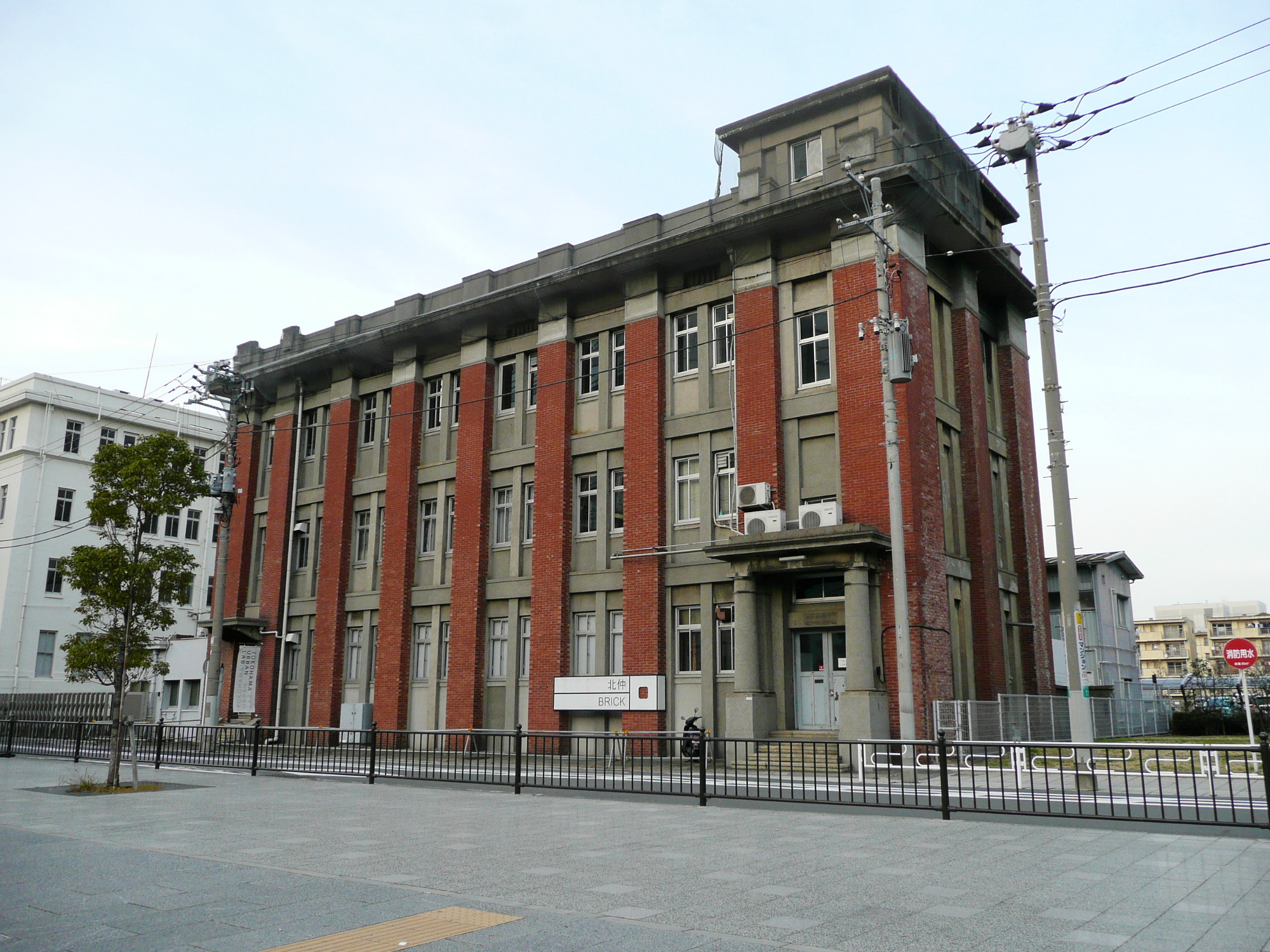
北仲BRICK（2008年1月）

  - YOKOHAMA KITANAKA KNOT（横浜北仲ノット）
    - ザ・タワー横浜北仲（超高層マンション）
    - オークウッドスイーツ横浜（長期・短期滞在型宿泊施設）
    - KITANAKA BRICK&WHITE（北仲ブリック&ホワイト）
      - Billboard Live（ビルボードライブ）YOKOHAMA
      - 文化芸術拠点「BankART KAIKO（バンカートカイコ）」
      - 北仲BRICK（旧帝蚕倉庫事務所） - シェアオフィス「ニサンカイ」などに活用
      - リンコス 横浜馬車道店
- 万国橋

- 新港埠頭（みなとみらい新港地区）
  - 横浜赤レンガ倉庫
  - 横浜ワールドポーターズ
  - 横浜ハンマーヘッド
    - 新港ふ頭客船ターミナル

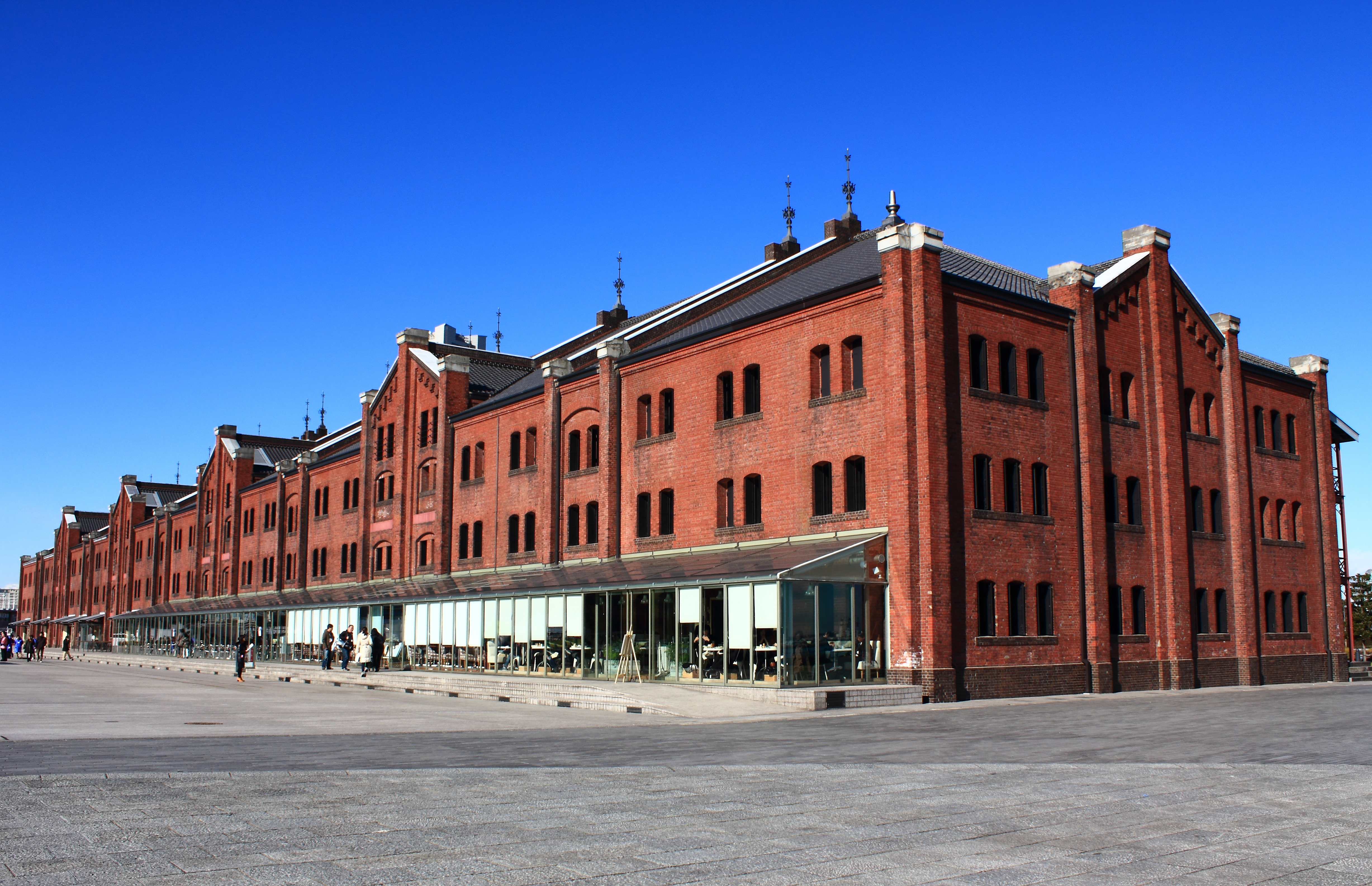
横浜赤レンガ倉庫
（2012年2月）

    - インターコンチネンタル横浜Pier 8

  - MARINE & WALK YOKOHAMA
  - 安藤百福発明記念館 横浜（カップヌードルミュージアム 横浜）
  - よこはま新港合同庁舎
  - 国際協力機構 (JICA) 横浜国際センター
  - 横浜海上防災基地
    - 海上保安庁 第三管区海上保安本部
    - 横浜海上保安部
    - 海上保安資料館 横浜館（工作船展示館）
- 神奈川中小企業センター
  - 神奈川中小企業センター内郵便局
- 横浜メディア・ビジネスセンター
  - テレビ神奈川 (tvk)
  - 神奈川新聞
- アパホテル&リゾート〈横浜ベイタワー〉
- 桜木町駅新南口（JR根岸線） - 徒歩5分、横浜市営地下鉄ブルーライン桜木町駅へは徒歩10分
- 関内駅（横浜市営地下鉄ブルーライン） - 徒歩5分 、JR根岸線関内駅へは徒歩10分
- 日ノ出町駅（京急本線） - 徒歩15分

### バス路線
- 横浜市役所前（旧馬車道駅前、横浜市営バス・神奈川中央交通・京浜急行バス・相鉄バス）
  - 北方向乗り場
    - <8・26> 横浜駅前行（桜木町駅前・花咲橋経由）（市営）
    - <109> 横浜駅前行（桜木町駅前・ぴあアリーナMM経由）（市営）
    - <20・21・58・113・158・ピアライン> 桜木町駅前行（市営）
    - <横43・横44・港61> 横浜駅東口行（桜木町駅前・花咲橋経由）（神奈中）
    - <11・船20・戸45> 桜木町駅前行（神奈中）
    - <110> 横浜駅行（桜木町駅前・花咲橋経由）（京急）
    - <旭4> 桜木町駅行（相鉄）

  - 南方向乗り場
    - <8> 本牧車庫前行（中華街入口・みなと赤十字病院入口経由）（市営）
    - <21> 市電保存館前行（吉浜橋・麦田町・旭台経由）（市営）
    - <26> 海づり桟橋・横浜港シンボルタワー・本牧車庫前・本牧ポートハイツ前・港湾カレッジ前・本牧TOC行（大さん橋入口経由）（市営）
    - <58> 磯子車庫前行（中華街入口・みなと赤十字病院入口経由、平日16本のみみなと赤十字病院も経由）（市営）
    - <109> 横浜駅前行（流通センター経由）（市営）
    - <113> 滝頭・磯子車庫前行（羽衣町経由）（市営）
    - <158> 滝頭行（浦舟町経由）（市営）
    - <ピアライン> ハンマーヘッド・大さん橋客船ターミナル方面行（市営）
    - <11> 保土ヶ谷駅東口行（中華街入口・港の見える丘公園前経由） （神奈中）
    - <船20> 大船駅行（羽衣町・上大岡駅経由）（神奈中）
    - <横43> 戸塚駅東口行（羽衣町経由）（神奈中）
    - <横44> 戸塚駅東口行（羽衣町・こども医療センター経由）（神奈中）
    - <戸45> 戸塚駅東口行（羽衣町・南区総合庁舎前・こども医療センター経由）（神奈中）
    - <港61> 港南台駅行（羽衣町・上大岡駅経由）（神奈中）
    - <110> 杉田平和町行（羽衣町・浦舟町経由）（京急）
    - <旭4> 美立橋行（羽衣町・保土ヶ谷駅東口経由、平日7本のみ南区総合庁舎前も経由）（相鉄）
- 馬車道駅前（旧横浜第二合同庁舎、横浜市営バス・京浜急行バス・京成バス）
  - 北方向乗り場
    - <26> 海づり桟橋・横浜港シンボルタワー・本牧車庫前・本牧ポートハイツ前・港湾カレッジ前・本牧TOC行（大さん橋入口経由）（市営）
    - <あかいくつCルート> 赤レンガ倉庫・中華街・港の見える丘公園方面行（市営）
    - <ピアライン> ハンマーヘッド・大さん橋客船ターミナル方面行（市営）

  - 南方向乗り場
    - <26> 横浜駅前行（市営）
    - <あかいくつCルート/Mルート・ピアライン>桜木町駅前行（市営）
    - <高速バス> 東京ディズニーリゾート行（京急・京成）
    - <空港リムジン> 羽田空港行（京急[注釈 2]）

他にも馬車道と称するバス停がある。馬車道バス停は馬車道商店街を通り抜けた先、徒歩5分強の国道16号上にあり、馬車道駅の最寄りではない（バス路線が異なる）。馬車道バス停はみなとみらい線が開通する以前からあり、横浜市営地下鉄関内駅の最寄りとなっている。

## 馬車道SubwayMusic
横浜を中心に活動しているインディーズミュージシャンによる音楽イベント。当駅構内で毎月2回の土曜日に行われ、8組前後のミュージシャンが出演し、4曲披露する。
2006年頃からCHURU-CHUW・マイクロニクル・leaf of reasonの3組が試験的にイベントを行い、2007年から正式に「馬車道SubwayMusic」として始まった。
同年9月2日には、横濱開港150周年記念イベントの一つとして、西隣のみなとみらい駅のみらいチューブで「SubwayMusic Festival at みらいチューブ」が開催された（2011年2月19日開催の第8回まで開催）。
2011年3月26日開催分が東日本大震災の影響で中止になり、以降は開催されていない。

## 隣の駅
横浜高速鉄道
 みなとみらい線
■特急
通過
□通勤特急・■急行・■各駅停車
みなとみらい駅 (MM03) - 馬車道駅 (MM04) - 日本大通り駅 (MM05)